# Demeanivka, Sovietskîi
Demeanivka (în ucraineană Дем'янівка) este un sat în comuna Ciornozemne din raionul Sovietskîi, Republica Autonomă Crimeea, Ucraina.

## Demografie
Componența lingvistică a localității Demeanivka
     Rusă (66,37%)
     Tătară crimeeană (26,91%)
     Ucraineană (4,04%)
     Alte limbi (0,9%)
Conform recensământului din 2001, majoritatea populației localității Demeanivka era vorbitoare de rusă (66,37%), existând în minoritate și vorbitori de tătară crimeeană (26,91%) și ucraineană (4,04%).